# Écozone paléarctique : plantes à graines par nom scientifique (AC)
| AC
| AL 
| AN 
| AR 
| AS |

## A

### Ac

#### Aca
- Acacallis - fam. Orchidacées
  - Acacallis cyanea

- Acacia - fam. Fabacées
  - Acacia albida ou Faidherbia albida -  Kad
  - Acacia auriculiformis - Acacia
  - Acacia saligna
  - Acacia cyclops
  - Acacia dealbata - Mimosa - photo
  - Acacia farnesiana
  - Acacia heterophylla - Acacia Mangiome
  - Acacia karroo - Mimosa odorant
  - Acacia longifolia
  - Acacia mangium - Acacia Mangiome blanc
  - Acacia mearnsii
  - Acacia melanoxylon - Mimosa à bois noir
  - Acacia nilotica
  - Acacia pycnantha
  - Acacia pulchellum - Mimosa épineux
  - Acacia radiana
  - Acacia retinodes - Mimosa des fleuristes
  - Acacia sajal

- Acalypha - fam. Euphorbiacées
  - Acalypha hispida - Queue de chat
  - Acalypha wilkesiana

- Acanthephippium - fam. Orchidacées
  - Acanthephippium bicolor
  - Acanthephippium javanicum
  - Acanthephippium striatum

- Acanthus - fam. Acanthacées (plante vivace)
  - Acanthus balcanicus
  - Acanthus mollis - Acanthe à feuilles molles ou « Acanthe à feuilles larges » - photo
  - Acanthus montanus
  - Acanthus spinosus - Acanthe épineuse - photo

#### Acc
- Acca
  - Acca sellowiana - photo

#### Ace
- Acer - fam. Acéracées (arbre)
  - Acer acuminatum - photo
  - Acer barbinerve - photo
  - Acer bornmuelleri - photo
  - Acer buergerianum - photo
    - Acer buergerianum formosanum
    - Acer buergerianum ningpoense - photo

  - Acer caesium - photo
  - Acer calcaratum - photo
  - Acer campbellii
    - Acer campbellii flabellatum yunnane - photo
    - Acer campbellii sinense - photo
    - Acer campbellii wilsonii - photo

  - Acer campestre - Érable champêtre - photo
  - Acer capillipes - photo
  - Acer cappadocicum - photo
    - Acer cappadocicum divergens - photo
    - Acer cappadocicum lobelii - photo
    - Acer cappadocicum sinicum - photo
    - Acer cappadocicum tricaudatum - photo

  - Acer carpinifolium - photo
  - Acer caudatifolium - photo
  - Acer caudatum - Érable
    - Acer caudatum multiserratum -  Érable de Chine
    - Acer caudatum ukurunduense -  Érable de l'Ukurundu

  - Acer circinatum
  - Acer cissifolium - photo
  - Acer conspicuum
  - Acer cordatum - photo
  - Acer coriaceifolium - photo
  - Acer coriaceum - photo
  - Acer crataegifolium - photo
    - Acer crataegifolium macrophyllum

  - Acer davidii - photo
    - Acer davidii grosseri - photo

  - Acer diabolicum - photo
  - Acer elegantulum - photo
  - Acer erianthum - photo
  - Acer fabri - photo
  - Acer freemanii
  - Acer ginnala
  - Acer glabrum - photo
  - Acer granatense
  - Acer griseum
  - Acer grosseri
  - Acer heldreichii - photo
    - Acer heldreichii trautvetteri - photo

  - Acer henryi - photo
  - Acer hillieri
  - Acer hybridum - photo
  - Acer hyrcanum - photo
    - Acer hyrcanum intermedium - photo
    - Acer hyrcanum reginae-amaliae - photo
    - Acer hyrcanum sphaerocarpum - photo
    - Acer hyrcanum stevenii - photo
    - Acer hyrcanum tomentellum - photo

  - Acer japonicum ou Acer palmatum -  Érable du Japon
  - Acer lobelii
  - Acer longipes, photo
    - Acer longipes amplum - photo
    - Acer longipes catalpifolium - photo

  - Acer macrophyllum
  - Acer mandshuricum- photo
  - Acer maximowiczianum- photo
  - Acer micranthum- photo
  - Acer miyabei- photo
  - Acer monspessulanum - Érable de Montpellier
    - Acer monspessulanum turcomanicum - photo

  - Acer morifolium- photo
  - Acer negundo - Érable à feuille de frêne ou « Érable à Giguère » ou « Érable à feuilles composées » ou « Negundo » - photo
    - Acer negundo californicum - photo
    - Acer negundo interius - photo
    - Acer negundo texanum
    - Acer negundo violaceum - photo

  - Acer nikoense
  - Acer nipponicum - photo
  - Acer oblongum - photo
  - Acer obtusatum
  - Acer olivaceum - photo
  - Acer oliverianum
    - Acer oliverianum formosanum - photo

  - Acer opalus - photo
  - Acer palmatum ou Acer japonicum -  Érable du Japon- photo
  - Acer pauciflorum - photo
  - Acer paxii
  - Acer pectinatum - photo
    - Acer pectinatum laxiflorum longilobum
    - Acer pectinatum forrestii - photo
    - Acer pectinatum maximowiczii - photo
    - Acer pectinatum taronense - photo

  - Acer pensylvanicum -  Érable de Pennsylvaniephoto
  - Acer pentaphyllum - photo
  - Acer pentapomicum - photo
  - Acer pictum
    - Acer pictum okomotoanum - photo

  - Acer pilosum
    - Acer pilosum stenolobum - photo

  - Acer platanoides - Érable de Norvège ou Érables à feuille de Platane.
    - Acer platanoides globosum - Érable de Norvège - photo

  - Acer pseudoplanatus ou Acer rotterdam -  Érable sycomore
    - Acer pseudoplanatus leopoldii -  Érable sycomore de Léopold

  - Acer pseudosieboldianum - photo
    - Acer pseudosieboldianum takesimense - photo

  - Acer pubipalmatum - photo
  - Acer pycnanthum - photo
  - Acer robustum
  - Acer rotterdam ou Acer pseudoplanatus -  Érable sycomore
  - Acer rubescens - photo
  - Acer rubrum -  Érable rouge ou « Plaine rouge » - photo
  - Acer rufinerve
  - Acer saccharinum - Érable argenté
  - Acer saccharophorum
  - Acer saccharum -  Érable à sucre ou Érable franc
    - Acer saccharum floridanum - photo
    - Acer saccharum leucoderme - photo
    - Acer saccharum nigrum - photo
    - Acer saccharum schneckii - photo

  - Acer schneiderianum - photo
  - Acer sempervirens
  - Acer shirasawanum
  - Acer sieboldianum
  - Acer spicatum -  Érable à épis  - photo
  - Acer stachyophyllum - photo
    - Acer stachyophyllum betulifolium - photo

  - Acer sterculiaceum - photo
    - Acer sterculiaceum franchetii - photo

  - Acer stevenii
  - Acer tataricum
  - Acer tegmentosum
  - Acer tenellum - photo
  - Acer tonkinense
  - Acer trautvetteri
  - Acer triflorum - photo
  - Acer truncatum - photo
  - Acer tschonoskii - photo
  - Acer tutcheri - photo
  - Acer velutinum - photo
  - Acer zoeschense

- Aceras - fam. Orchidacées
  - Aceras anthropophorum - Homme pendu

#### Ach
- Achillea - fam. Astéracées (plante vivace)
  - Achillea abrotanoides
  - Achillea absinthoides
  - Achillea aegyptiaca
  - Achillea ageratum - Achillée à feuilles d'agératum ou Achillée visqueuse
  - Achillea ambrosiaca
  - Achillea asplenifolia
  - Achillea atrata
  - Achillea barbeyana
  - Achillea barrelieri
  - Achillea biebersteinii
  - Achillea cartilaginea
  - Achillea chamaemelifolia
  - Achillea chrysocoma
  - Achillea clavennae
  - Achillea clusiana
  - Achillea clypeolata
  - Achillea coarctata
  - Achillea collina
  - Achillea cretica
  - Achillea crithmifolia
  - Achillea depressa
  - Achillea distans
  - Achillea erba-rotta
  - Achillea filipendulina - Achillée eupatoire
  - Achillea fraasii
  - Achillea millefolium - Achillée millefeuille
  - Achillea moschata - Achillée musquée
  - Achillea nana - Achillée naine
  - Achillea nobilis
  - Achillea ptarmica - Achillée ptarmique ou Achillée sternutatoire - photo
  - Achillea sibirica -  Achillée de Sibérie
  - Achilea tomentosa -  Achillée tomenteuse - photo
  - Achillea umbellata - photo

- Achmea - fam. Broméliacées - (plante épiphyte)

#### Aci
- Acinos - fam. Lamiacées
  - Acinos alpinus
  - Acinos arvensis - Sarriette des champs
  - Acinos corsicus
  - Acinos rotundifolius
  - Acinos suaveolens

#### Aco
- Aconitum - fam. Ranunculaceae
  - Aconitum angustifolium
  - Aconitum anthora
  - Aconitum burnatii
  - Aconitum cammarum
    - Aconitum cammarum bicolor

  - Aconitum carmichaelii
    - Aconitum carmichaelii arendsii

  - Aconitum ferox - Aconit féroce
  - Aconitum firmum
  - Aconitum henryi
  - Aconitum lamarckii
  - Aconitum lycoctonum
    - Aconitum lycoctonum subsp. vulparia - Aconit tue-loup ou « Tue-loup », « Herbe aux loups », « Coqueluchon jaune »

  - Aconitum napellus
    - Aconitum napellus subsp. napellus - Aconit napel ou Casque de Jupiter ou Aconit bicolore ou Sabot de la Vierge
    - Aconitum napellus subsp. corsicum - Aconit de Corse
    - Aconitum napellus subsp. rubellum -

  - Aconitum septentrionale
    - Aconitum septentrionale ivorine

  - Aconitum variegatum

- Acorus - fam. Araceae
  - Acorus calamus - Acore odorant ou Roseau odorant
    - Acorus calamus variegatus

  - Acorus gramineus - Acore à feuilles de graminées

#### Act
- Actaea - fam. Ranunculaceae - (plante de rocaille)
  - Actaea erythrocarpa
  - Actaea racemosa - Actée à grappe
  - Actaea rubra - Actée rouge ou Actée à fruit rouge
  - Actaea spicata - Actée en épi

- Actinidia - fam. Actinidiaceae (lianes)
  - Actinidia arguta - Kiwai
  - Actinidia chinensis - produit des kiwis glabres
  - Actinidia deliciosa - produit les kiwis duveteux, très courants
  - Actinidia kolomikta - Kiwi arctique
  - Actinidia polygama
  - Actinidia purpurea